# Patinoire de Colmar
La patinoire de Colmar est une patinoire française située à Colmar, dans le département du Haut-Rhin en région Alsace.

## Historique, description
La patinoire de Colmar a été inaugurée en 1994. Elle offre une piste de glace de 56 m de long sur 26 m de large. Sa capacité d’accueil est de 1 200 places assises.

## Clubs résidents
Deux clubs résident à la patinoire : 
- le Hockey Club de Colmar (HCC), dont l'équipe est surnommée « Les Titans de Colmar » et qui évolue en Division 2 ;
- le Club d'Enseignement du Patinage Artistique de Colmar (CEPARC).

## Compétition
La patinoire a accueilli les championnats de France de patinage artistique 2009.